# Jean-Claude Scherrer
Pour les articles homonymes, voir Scherrer.
Jean-Claude Scherrer, né le 20 juillet 1978 à Uznach, est un joueur de tennis suisse, professionnel de 1998 à 2009.
En 2003, il affronte le n°2 mondial, Andy Roddick au premier tour du tournoi de Bâle. Il a remporté son seul match sur le circuit lors de l'Open de Chine en 2008.
Entre 2004 et 2007, il a remporté sept tournois Challenger en double : Wolfsburg (deux fois), Zell, Téhéran, Oberstaufen, Bratislava et Mons.

## Palmarès

### Finales en double (2)
| No | Date       | Nom et lieu du tournoi     | Catégorie   | Dotation  | Surface      | Vainqueurs              | Partenaire         | Score    |  |
| -- | ---------- | -------------------------- | ----------- | --------- | ------------ | ----------------------- | ------------------ | -------- |  |
| 1  | 10-07-2006 | Allianz Suisse Open Gstaad | Int' Series | 470 000 $ | Terre (ext.) | Jiří Novák Andrei Pavel | Marco Chiudinelli  | 6-3, 6-1 |  |
| 3  | 05-01-2009 | Chennai Open Chennai       | ATP 250     | 398 250 $ | Dur (ext.)   | Eric Butorac Rajeev Ram | Stanislas Wawrinka | 6-3, 6-4 |  |

## Parcours dans les tournois duGrand Chelem

### En simple
N'a jamais participé à un tableau final.

### En double
| Année | Open d'Australie           | Open d'Australie  | Internationaux de France  | Internationaux de France | Wimbledon                  | Wimbledon                | US Open | US Open |
| ----- | -------------------------- | ----------------- | ------------------------- | ------------------------ | -------------------------- | ------------------------ | ------- | ------- |
| 2008  | —                          | —                 | 1/8 de finale M. Mertiňák | J. Björkman K. Ullyett   | 2e tour (1/16) M. Kohlmann | K. Anderson R. Lindstedt | —       | —       |
| 2009  | 2e tour (1/16) I. Karlović | A. Pavel H. Tecău | 1er tour (1/32) A. Beck   | J. Hernych C. Rochus     | 1er tour (1/32) D. Martin  | A. Bogdanovic J. Ward    | —       | —       |

N.B. : le nom du ou de la partenaire se trouve sous le résultat ; le nom des ultimes adversaires se trouve à droite.